# Глинное (Навлинский район)
Глинное — село в Навлинском районе Брянской области в составе Алешинского сельского поселения.

## География
Находится в восточной части Брянской области на расстоянии приблизительно 27 км на запад-юго-запад по прямой от районного центра поселка Навля.

## История
Известно с 1743 года. Бывшее владение Разумовского, позднее Гудовичей. В XVIII веке упоминалась местная Троицкая церковь (ставшая позднее ветхой и закрытой), в 1894 году построена новая (не сохранилась). До 1781 года село входило в Новоместскую сотню Стародубского полка. В середине XX века работали колхозы «Красная дубрава», «Новая жизнь» и им. Ворошилова. В 1866 году здесь (село Трубчевского уезда Орловской губернии) учтено было 65 дворов .

## Население
Численность населения: 457 человек (1866 год), 148 (русские 99 %) в 2002 году, 136 в 2010.